# Rue Harvey

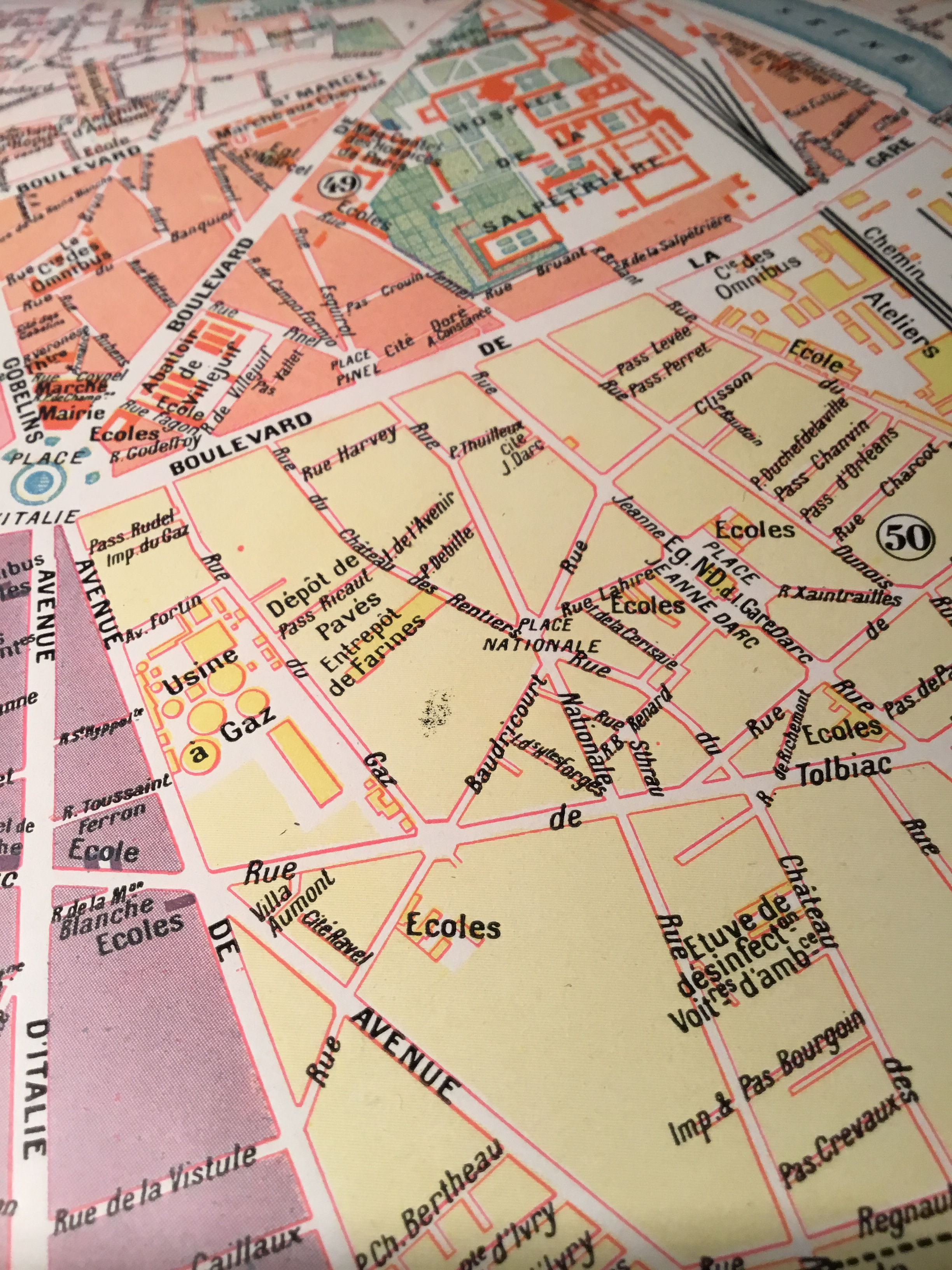
Plan historique de Paris représentant la rue Harvey.

La rue Harvey est une ancienne rue de Paris. Elle était située dans le 13e arrondissement de Paris, quartier de la Gare. Elle a disparu en 1969 lors de la destruction complète de l'îlot insalubre parisien no 4.

## Description
La rue commençait au no 161 rue Nationale  et finissait au no 204 rue du Château-des-Rentiers. Sa longueur était de 170 mètres, sa largeur de 6 mètres.

## Origine du nom
La rue est ainsi baptisée en l'honneur du physiologiste anglais William Harvey (1578-1657).

## Historique
Avant 1860, la rue Harvey est une ancienne rue de la commune d'Ivry. Elle s’appelait, alors, « ruelle Saint-Honoré ». En 1864, elle est nommée « rue de l’hôpital », en raison de sa proximité avec la Salpêtrière. C’est pour la même raison qu’elle reçut le nom du physiologiste anglais William Harvey.
Après l’annexion, la rue est occupée par des chiffonniers puis par des émigrés travaillant à la raffinerie Say et à l’usine Panhard. 
Dix des quinze maisons qui la formaient étaient des maisons de prostitution.
Avant la construction de l'église Notre-Dame-de-la-Gare, les offices religieux se tenaient dans un cabaret situé à l’intersection de la rue Harvey et de la rue Nationale.
Maxime Du Camp décrit ainsi la rue : « […] dans l’horrible rue Harvey, qui est un cloaque bordé par des antres sans nom, […] ».
Elle disparaît lors de la destruction complète de l'îlot insalubre no 4, comprenant les deux groupes d'immeubles dits « Les Deux-Moulins » et « Cité Jeanne-d'Arc » (la démolition de cette dernière ayant déjà commencé en 1939), résultant de la décision du conseil municipal de Paris le 15 septembre 1960. La rue était encore debout et entière en 1969.
Après la seconde guerre mondiale la plupart des bistrots de la rue étaient tenus par des algériens et 5 à 6 lieux d'hébergement étaient entièrement habités par des hommes célibataires venant d'Algérie, dont l 'hôtel qui faisait l'angle avec la rue du Château-des-Rentiers.
Pendant la guerre d'Algérie, de nombreux règlements de comptes meurtriers entre membres du FLN et du MLN ont eu lieu et à partir de 1958 quelques cafés algériens ont été réquisitionnés par des unités de Harkis et ont été transformés en salles d'interrogatoires. Des harkis en armes gardaient les entrées de la rue.
La rue Yéo-Thomas reprend son tracé.